# Jack Cartright
Jack Cartright là một cầu thủ bóng đá người Anh thi đấu ở vị trí hậu vệ trái và phải cho South Kirkby, Frickley Colliery và Doncaster Rovers

## Sự nghiệp thi đấu
Cartright bắt đầu sự nghiệp bóng đá với South Kirkby trước khi ký hợp đồng với Frickley trước năm 1922. Sau đó ông chuyển đến Doncaster Rovers vào tháng 6 năm 1923.